# مالكي ماكي
مالكوم جورج ماكي (بالإنجليزية: Malky Mackay)‏ والمعروف اختصارا ب مالكي ماكي، وٌلد في التاسع عشر من فبراير سنة 1972 في منطقة بلشيل التابعة لغلاسكو، هو لاعب كرة قدم دولي اسكتلندي، بدأ مسيرته الكروية كمدافع واليوم أصبح مدرب كرة قدم.

## المسيرة المهنية

### لاعب
تكون مالكي كلاعب كرة قدم في نادي كوينز بارك بغلاسكو (اسكتلندا)، حيث كان يلعب في الخطوط الورائية الدفاعية، ثم وقع عقدا سنة 1993 مع نادي سلتيك انتقل بموجبه للفريق الأخضر وخاض معه مجموعة من المباريات ثم دافع عن قميصه لمدة طويلة.

### مدرب

#### واتفورد
في نوفمبر من سنة 2008، أصبح مالكي ماكي مدربا لنادي واتفورد، حيث عوض مكان المدرب السابق آيدي بوثريود اضطراريا لا غير، لكنه لم يكد يدرب هذا الفريق 4 مباريات حتى تمت إقالته وتعويضه ببريندان رودجرز، ثم عاد لمنصب المدرب البديل يوم 15 يونيو 2009.

#### كارديف سيتي
يوم 17 يونيو من سنة 2011، عٌين مالكي مدربا جديدا لنادي كارديف سيتي مٌعوضا بذلك المدرب السابق دايف جونس. وبعد قضاء أسبوعان فقط وقع عقدا مع النادي مدته سنة كاملة، ومع قدومه قام بتغيير العديد من اللاعبين في مختلف خطوط النادي، حيث قام بشراء 10 لاعبين جدد و6 أعضاء فنيين في الفريق، كما طلب القيام بأعمال صيانة في الملعب، هذا بالإضافة إلى إنشاء قاعة جديدة تخص تحليل المباريات وأخرى من أجل التحضير للتداريب.
لعب أول مباراة رسمية له مع الفريق بألوانه الجديدة يوم 7 أغسطس من سنة 2011، حيث قابل فريق وست هام يونايتد وانتصر عليه بهدف نظيف. ومع مساره هذا، تمكن كارديف سيتي من تقديم موسم متوسط، حيث مر موسم 2010-2011 هادئ تماما. كانت طريقة ماكي في التعامل مع الفريق وفي تسييره اقتصادية محضة، حيث جنت ثمارها بسرعة بعد أن أصبح هذا المدرب الأشهر في قلعة كارديف سيتي.

وإخلاصا لهذا الفريق، فقد جعل من العديد من اللاعبين الشباب نجوم موهوبين وذلك عن طريق الإشراف على تدريبهم وإشراكهم رسميين في مجموعة من المباريات بدل إجلاسهم على دكة البدلاء. ليس هذا فقط، ففي موسمه الأول مع كارديف منح الفرصة لكل لاعبي الفريق في المشاركة في مباريات رسمية، حيث كانت هذه هي التجربة الأولى للعديد مت النجوم الشباب على غرار جاو رالس، عبديجي أوشيلاجا، جو ميسون، رودي جستيد، ثيو وارتون وهاريس فوتشكيتش، وعلى الرغم من هذه المغامرة الكبيرة إلا أن النتائج التي حققها الفريق جعلت تثير اتتباه الجميع، حيث تمكن من تأهيل الفريق لنهائي كأس رابطة الأندية الإنجليزية المحترفة أمام نادي ليفربول، وقبل أيام قليلة من موعد النهائي تم تجديد عقده مع الفريق إلى غاية يونيو 2016، وعلى الرغم من الخسارة بركلات الترجيح في هذا النهائي الذي أٌجري في ملعب ويمبلي يوم 26 فبراير 2012، صرح مالكي للصحافة قائلا 
 مشيرا إلى أنه لا زال قادما مع الفريق من أجل تقديم مستويات رائعة، بعد كل هاته النتائج الإيجابية مع ف الفريق، تعززت مجهودات مالكي وأصبحت له مسيرة مهنية ضمن مدربي الدوري الإنجليزي الممتاز. لكن فجأة ذخل الفريق في دوامة من النتائج السلبية التي عجلت بإقالة مالكي من منصبه وذلك يوم 27 ديسمبر من سنة 2013.

#### ويغان أتلتيك
بعدما أنهى مسيرته التدريبية مع نادي كارديف سيتي، انطلق للإشراف على فريق جديد وخوض مغامرة تدريبية جديدة مع نادي ويغان أتلتيك وذلك في الفترة ما بين 19 نوفمبر 2014 و6 أبريل 2015

## الألقاب

### كلاعب
| اللقب                          | الفريق          | الموسم    |
| ------------------------------ | --------------- | --------- |
| الدوري الاسكتلندي لكرة القدم   | سيلتك           | 1997-1998 |
| الدوري الإنجليزي الدرجة الأولى | نورويتش سيتي    | 2003-2004 |
| دوري البطولة الإنجليزية        | وست هام يونايتد | 2005      |
| دوري البطولة الإنجليزية        | واتفورد         | 2006      |

### كمدرب
| اللقب                                 | الفريق      | الموسم                  |
| ------------------------------------- | ----------- | ----------------------- |
| كأس رابطة الأندية الإنجليزية المحترفة | كارديف سيتي | 2011-2012 (النهائي فقط) |

### جوائز شخصية
| الجائزة         | المنافسة                | الفريق      | الموسم      |
| --------------- | ----------------------- | ----------- | ----------- |
| جائزة أفضل مدرب | دوري البطولة الإنجليزية | واتفورد     | مارس 2011   |
| جائزة أفضل مدرب | دوري البطولة الإنجليزية | كارديف سيتي | نوفمبر 2011 |

## إحصائيات

### كلاعب

#### في الدوريات
| الدوري                   | الموسم    | النادي          | عدد المباريات | عدد الأهداف |
| ------------------------ | --------- | --------------- | ------------- | ----------- |
| الدوري الاسكتلندي        | 1996-1997 | سيلتك           | 17            | 1           |
| الدوري الاسكتلندي        | 1997-1998 | سيلتك           | 4             | 1           |
| الدوري الاسكتلندي        | 1998-1999 | سيلتك           | 1             | 1           |
| الدوري الإنجليزي الممتاز | 1998-1999 | نورويتش سيتي    | 27            | 01          |
| الدوري الإنجليزي الممتاز | 1999-2000 | نورويتش سيتي    | 22            | 0           |
| الدوري الإنجليزي الممتاز | 2000-2001 | نورويتش سيتي    | 38            | 1           |
| الدوري الإنجليزي الممتاز | 2001-2002 | نورويتش سيتي    | 47            | 4           |
| الدوري الإنجليزي الممتاز | 2002-2003 | نورويتش سيتي    | 37            | 6           |
| الدوري الإنجليزي الممتاز | 2003-2004 | نورويتش سيتي    | 45            | 4           |
| دوري البطولة الإنجليزية  | 2004-2005 | وست هام يونايتد | 18            | 2           |
| الدوري الإنجليزي الممتاز | 2005-2006 | واتفورد         | 41            | 3           |
| الدوري الإنجليزي الممتاز | 2006-2007 | واتفورد         | 14            | 0           |
| الدوري الإنجليزي الممتاز | 2007-2008 | واتفورد         |               |             |

### في الكؤوس الوطنية
| الدوري                   | الموسم    | النادي          | عدد المباريات | عدد الأهداف |
| ------------------------ | --------- | --------------- | ------------- | ----------- |
| الدوري الاسكتلندي        | 1996-1997 | سيلتك           | 5             | 2           |
| الدوري الاسكتلندي        | 1997-1998 | سيلتك           | 3             | 0           |
| الدوري الاسكتلندي        | 1998-1999 | سيلتك           | 1             | 0           |
| الدوري الإنجليزي الممتاز | 1998-1999 | نورويتش سيتي    | 3             | 0           |
| الدوري الإنجليزي الممتاز | 1999-2000 | نورويتش سيتي    | 3             | 0           |
| الدوري الإنجليزي الممتاز | 2000-2001 | نورويتش سيتي    | 2             | 0           |
| الدوري الإنجليزي الممتاز | 2001-2002 | نورويتش سيتي    | 3             | 0           |
| الدوري الإنجليزي الممتاز | 2002-2003 | نورويتش سيتي    | 4             | 0           |
| الدوري الإنجليزي الممتاز | 2003-2004 | نورويتش سيتي    | 2             | 0           |
| دوري البطولة الإنجليزية  | 2004-2005 | وست هام يونايتد | 4             | 0           |
| الدوري الإنجليزي الممتاز | 2005-2006 | واتفورد         | 2             | 0           |
| الدوري الإنجليزي الممتاز | 2006-2007 | واتفورد         | 3             | 2           |
| الدوري الإنجليزي الممتاز | 2007-2008 | واتفورد         | 1             | 0           |

### كمدرب
| الفريق         | المنتخب | من            | إلى            | إحصائيات      | إحصائيات       | إحصائيات      | إحصائيات    | إحصائيات           |
| الفريق         | المنتخب | من            | إلى            | عدد المباريات | عدد الانتصارات | عدد التعادلات | عدد الهزائم | النسبة المئوية (%) |
| -------------- | ------- | ------------- | -------------- | ------------- | -------------- | ------------- | ----------- | ------------------ |
| واتفورد (مؤقت) | إنجلترا | 4 نوفمبر 2008 | 24 نوفمبر 2008 | 4             | 2              | 0             | 2           | 50,00 %            |
| واتفورد        | إنجلترا | 15 يونيو 2009 | 17 يونيو 2011  | 99            | 33             | 25            | 41          | 33,33 %            |
| كارديف سيتي    | ويلز    | 17 يونيو 2011 | 27 ديسمبر 2013 | 84            | 42             | 22            | 20          | 50,00 %            |

آخر تحديث كان يوم :
27 ديسمبر 2013 

المصدر:سوكر باز
.

## روابط خارجية
- مالكي ماكي على موقع قاعدة بيانات كرة القدم.إي يو (الإنجليزية)
- مالكي ماكي على موقع ناشيونال فوتبول تيمز (الإنجليزية)
- مالكي ماكي على موقع Soccerbase.com (لاعب) (الإنجليزية)
- مالكي ماكي على موقع عالم كرة القدم.نت (الإنجليزية)